# 劉叡 (汝陰王)
汝陰王劉叡（6世紀—？），彭城郡彭城縣人，南朝宋宗室疏族之後，南朝梁二王後之一。

## 生平
劉叡早年出仕南朝梁，曾任壽昌縣令。
侯景之亂爆發後，身為二王後之一的汝陰王傳承中斷。太平元年十二月二十四日（557年2月8日），紹封前代之後，遂封劉叡為汝陰郡王，以奉宋室後。
南朝陳永定元年（557年）十月，陳武帝代梁，按照齊代宋後削除魏室之後陳留王之爵、梁代齊後削除晉室之後零陵王之爵的慣例，汝陰王劉叡當於此時被削爵。